# 聖維森特德卡涅特區
13°04′40″S 76°23′15″W / 13.0777°S 76.3874°W
聖維森特德卡涅特區（西班牙語：Distrito de San Vicente de Cañete），是秘魯的一個區，位於該國中南部利馬大區的卡涅特省，面積513.2平方公里，海拔高度38米，2005年人口45,943，人口密度每平方公里90人。